# خادم فاي
خادم فاي (بالفرنسية: Khadim Faye)‏ هو لاعب كرة قدم سنغالي في مركز حراسة المرمى، ولد في 5 سبتمبر 1970 في داكار في السنغال. شارك مع منتخب السنغال لكرة القدم. أما مع النوادي، فقد لعب مع نادي بوافيشتا ونادي دياراف.

## وصلات خارجية
- خادم فاي على موقع قاعدة بيانات كرة القدم.إي يو (الإنجليزية)
- خادم فاي على موقع ناشيونال فوتبول تيمز (الإنجليزية)